# Leonice Shinneman
Leonice Shinneman (* im 20. Jahrhundert) ist ein US-amerikanischer Perkussionist.

## Leben und Wirken
Shinneman studierte Tabla und Pakhawaj bei Taranath Rao und wurde so mit der Tradition der nordindischen Farukhabad-Gharana vertraut. Bei Ravi Bellare setzte er seine Ausbildung fort. In die südindische Karnatische Musik wurde er durch  T. H. Subash Chandran eingeführt. Weitere Lehrer waren Alla Rakha, T. R. Harihara Sarma, Swapan Chaudhuri und T. R. Rajamani. Er tourte als Tabla- und Pakhawajsolist durch Europa, Indien, Mexiko und die USA und gab Konzerte klassischer indischer Musik mit Amiya Dasgupta, L. Shankar, Gana Saraswathy, Zakir Hussain und Rajeev Taranath.
Bei Konzerten mit den ghanaischen Brüdern Alfred und Kobla Ladzekpo erlernte Shinneman die Trommelkunst der Ewe. Für seine Konzerte, bei denen er indische und westafrikanische Rhythmen kombinierte, entwarf er eigene Drum-Kits. Mit Mark Nauseef gründete er die Weltmusikgruppe Dark, mit der er die Alben Dark (1986) und Tamna Voda (1992) für CMP Records aufnahm. Mit Claudio Puntin und Steffen Schorn trat er beim SWR New Jazz Meeting 2000 auf. Weiterhin arbeitete er u. a. mit Frank Zappa, Howard Levy, Gino Vannelli, der Band Kiss, Kula Shaker, Dan Blanchard, Kevin Braheny, David Torn und Brian Scott Bennett zusammen und spielte mit ihnen Aufnahmen ein.